# Loranne Vella
Loranne Vella (Victoria, 10 luglio 1972) è una scrittrice, traduttrice e interprete maltese con sede a Bruxelles.
Ha vinto più volte il National Book Prize del Malta National Book Council, tra cui il miglior romanzo in maltese o inglese per Rokit (2018) e Marta Marta (2023). È co-editore della rivista letteraria in lingua maltese Aphroconfuso.

## Biografia
Loranne Vella è nata a Victoria, Gozo, Malta.
Ha iniziato la sua carriera professionale lavorando come insegnante di inglese e di recitazione presso il St. Aloysius College a Birchircara (1995–2005). Nel 2005 si traferì a Lussemburgo per lavorare come traduttrice presso il Parlamento europeo (2005–2008) e successivamente a Bruxelles presso il Comitato economico e sociale europeo, (dal 2009 ad oggi).

### Formazione
Loranne Vella durante i suoi anni di formazione frequentò i seguenti istituti: Thi Lakin School, Attard (1975–1976), St. Joseph School, B'Bajda (1976–77), St. Joseph School, Paola (1977–1984), Sandhurst School (successivamente noto come Sir Adrian Dingli School), Pembroke (Settembre-dicembre 1984), Maria ReginaJunior Lyceum, B'Bajda (1984–88), Ġan Franġisk Abela Sixth Form, Msida (1988–1989), Università di Malta, tal-Qroqq – 1989–90, Foundation Course 1990–1991, Laurea in scienze politiche (percorso non terminato) 1991–1995, doppia Laurea triennale in Studi Teatrali (Mediterranean Insitute) e Inglese 1995-2000, Master in Studi Teatrali.

### Vita privata
È stata sposata con Simon Bartolo dal 1996 al 2011.

## Opere e Collaborazioni
Carriera artistica – Ha co-fondato l'Aleateia Group Theatre nel 1992 con Simon Bartolo, Victor Debono e Russell Muscat, e si è formato e si è esibito al Valletta Campus Theatre (allora noto come MITP Theatre – Mediterranean Institute Theatre Programme) fino al 2005. Il gruppo si è formato mentre erano tutti studenti universitari che sentivano la necessità di mettere in pratica le varie teorie e discipline incontrate nei loro studi oltre a scoprire una propria metodologia di lavoro e disciplina. Nel 2013 ha collaborato con la fotografa Ritty Tacsum nella sua mostra 4 Rooms. Questa è stata la prima volta che Vella ha unito letteratura, fotografia e performance in un unico evento, un esercizio che è stato ripetuto nelle successive presentazioni del libro ( Rokit – 2017, Mill-bieb 'il ġewwa – 2019). È anche il principio fondamentale dietro il collettivo di performance art che ha co-fondato con Sephora Gauci nel 2017, Barumbara Collective – per creare eventi performativi in collaborazione con artisti di altre forme d'arte.
Tra il 2014 e il 2017 ha tradotto diversi racconti per bambini dal francese al maltese (noti come Rumanzini) e uno dallo spagnolo al maltese, Vjoletta , che ha vinto il Terramaxka Book Prize 2016. Nel 2019 ha collaborato con l'artista Trevor Borg e ha scritto una storia per bambini ispirata al suo lavoro presentato alla Biennale di Venezia nell'ambito del Padiglione Maltese. Il titolo del racconto è Smajna Isimna Taħt l-Art, pubblicato a novembre 2019.
Nel 2017 il suo romanzo Rokit è stato pubblicato da Merlin Publishers. Il romanzo vinse il Premio nazionale del libro di Malta per il miglior romanzo in maltese o inglese l'anno successivo. Nel 2024, con la traduttrice Kat Storace , ha vinto un premio English PEN Translates.
La sua raccolta di racconti mill-bieb 'il ġewwa è stata selezionata per il National Book Prize nel 2020. Una traduzione in lingua inglese, what will take it take for me to Leave , di Kat Storace è stata pubblicata da Praspar Press nel 2021. Questa traduzione è stata selezionata per il premio TA First Translation 2022 della Society of Authors.
Nel 2022, il suo romanzo Marta Marta è stato pubblicato da EDE Books. L'anno successivo vinse il Premio nazionale del libro per il miglior romanzo in maltese o inglese. Un estratto di questo romanzo, tradotto da Kat Storace, appare in Writing in Translation Anthology (2024) di The White Review.
Nel 2023, insieme a Joe Gatt, ha lanciato la rivista in lingua maltese Aphroconfuso.